# توماس هيتشكوك سينيور
توماس هيتشكوك سينيور (بالإنجليزية: Thomas Hitchcock, Sr.)‏ هو مدرب خيول وشخصية أعمال أمريكي، ولد في 23 نوفمبر 1860 في أولد وستباري في الولايات المتحدة، وتوفي في 29 سبتمبر 1941.